# Josep Llimona
Josep Llimona i Bruguera (Barcellona, 8 aprile 1864 – Barcellona, 27 febbraio 1934) è stato uno scultore spagnolo.

## Formazione e carriera artistica
Dopo aver studiato alla Escuela de la Lonja di Barcellona e nello studio dei fratelli Vallmitjana, fu allievo di Rossend Nobas, con il quale lavorò per due anni, e del pittore Martí i Alsina, alla scuola di belle arti di Barcellona. 
A 16 anni ottenne una borsa di studio Fortuny, assegnata dal comune di Barcellona e si trasferì a Roma dove realizzò un primo modello per una statua equestre dedicata al conte di Barcellona Ramon Berenguer, che gli valse il rinnovo della borsa di studio per un ulteriore mese in modo da rimodellare la statua nella sua scala definitiva. L'opera venne quindi esposta all'Expo 1888 dove ottenne la medaglia d'oro, il massimo riconoscimento assegnato dalla giuria internazionale per la scultura. L'originale della statua divenne proprietà del Comune ed è oggi visibile nella piazza di Barcellona intitolata al conte. Quasi contemporaneamente Llimona vinse un concorso per una statua di bronzo di Ramon Berenguer il Vecchio che oggi si trova nel Saló de Sant Joan a Barcellona.
Josep Llimona scolpì anche un gran numero di opere di altri generi, tra cui il monumento al dottor Robert, originariamente collocato in Plaça de la Universitat a Barcellona e ora in Plaça de Tetuan.
Ha lavorato anche nelle arti applicate con risultati notevoli come il pastorale per il vescovo di Vic, un servizio da caffè che doveva essere offerto in dono per un matrimonio reale e vari gioielli di elevato valore artistico.
Nel 1892 fu uno dei fondatori, insieme al fratello Joan Llimona i Bruguera, del Cercle Artístic de Sant Lluc.

## Opere notevoli
- Fregio per l'Arco di Trionfo di Barcellona.
- Statua equestre di Ramon Berenguer III (fusa in bronzo nel 1950).
- Otto rilievi per il monumento a Cristoforo Colombo.
- L'angelo sterminatore nel cimitero di Comillas.
- Monumento al dottor Robert.
- Desolazione.
- Cristo risorto, in collaborazione con Antoni Gaudí, per l'abbazia di Montserrat.
- La sepoltura di Cristo nella cattedrale di Barcellona.

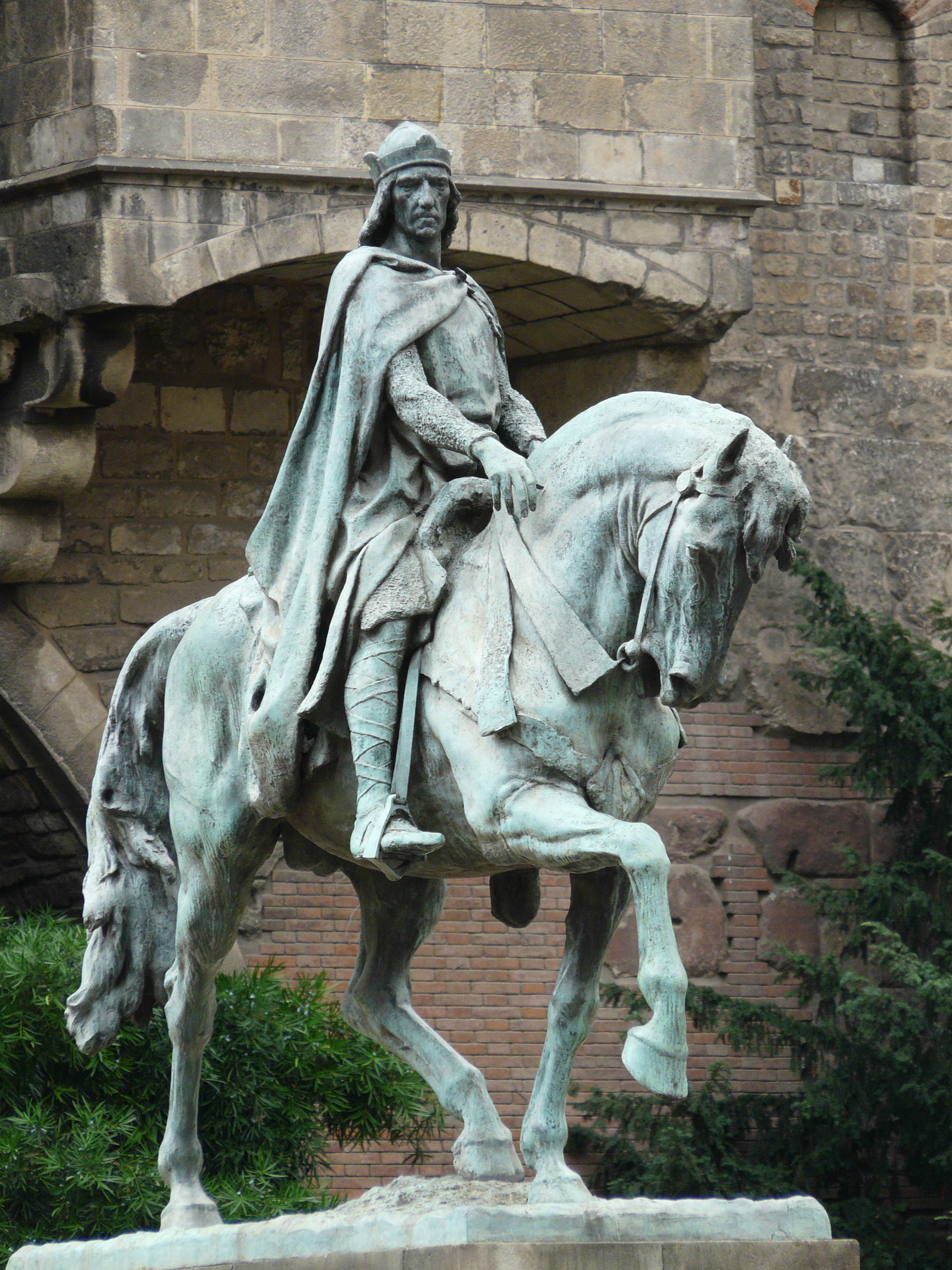
Statua equestre di Ramon Berenguer III
La sepoltura di Cristo nella Cattedrale di Barcellona
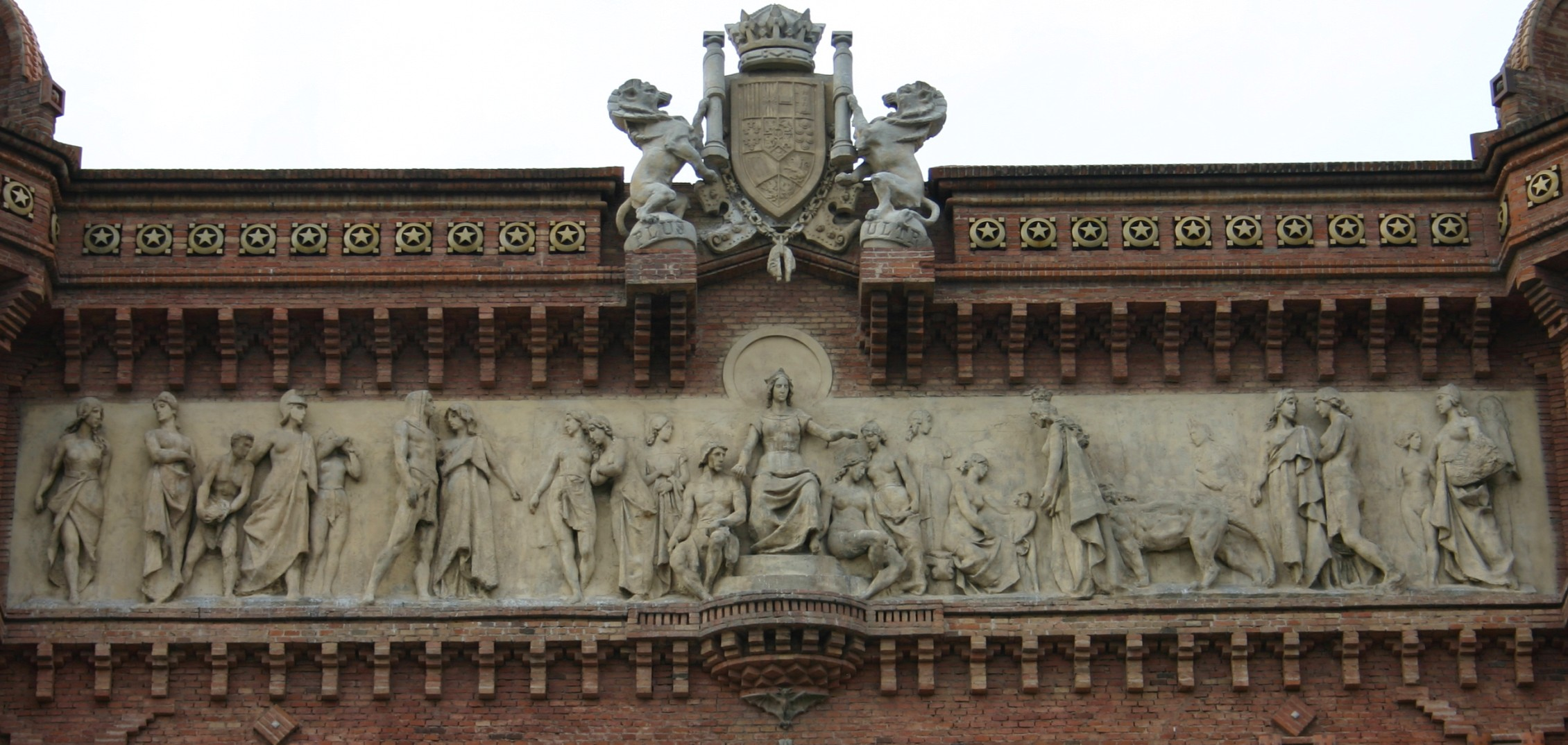
Fregi nell'Arc de Triomf
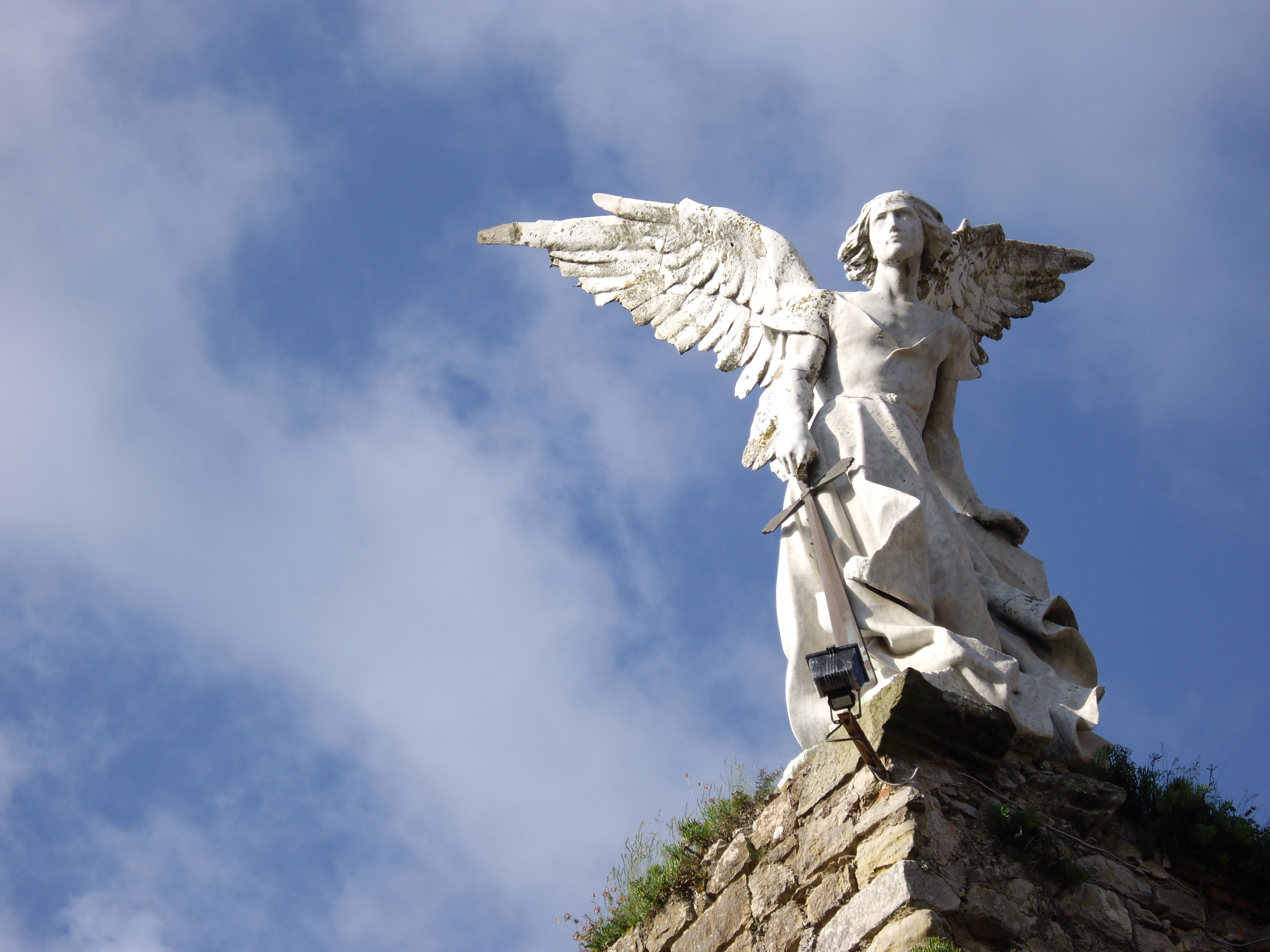
L'angelo sterminatore nel cimitero di Comillas